# Річард Фарнсворт
Річард Вільям Фарнсворт (англ. Richard William Farnsworth; нар. 1 вересня 1920 — пом. 6 жовтня 2000) — американський актор та каскадер. Знімався з 1937 року, однак найбільшого визнання досяг на схилі літ завдяки таким фільмам, як «Нападник (1982) та «Проста історія (1999), за головну роль у якому був номінований на премію «Оскар».

## Життєпис
Народился у Лос-Анджелесі, штат Каліфорнія. Його батько був Інженером, а мати — домогосподаркою. Батько помер, коли йому було 7 років. Він жив з матір'ю, двома сестрами і тіткою у центрі Лос-Анджелеса.
Кар'єра у кіно розпочалась з того, що йому запропонували работу каскадера з оплатою $7 на день з обідом. З 1937 року він знімався у фільмах, де виконував різні трюки у ролі вершника. Однак аж до 1963 року його ім'я не вказувалося у титрах. Перша роль зі словами виконана 1976 року у фильмі «Герцогиня і Брудний лис», у титрах якого він вказаний як Дік Франсворт. Переважна частина фільмів за участі Франсворта — вестерни. Також він грав у телесеріалах.
У 1978 році він був вперше номінований на премію «Оскар» за роль другого плану у фильмі «Наближається вершник». Але більший успіх для нього як актора мала роль у фільмі «Нападник канадського виробництва, де він зіграв відомого розбійника Білла Майнера, за роль якого отримав «Genie Award». Найбільш відомим фільмом за участі Франсворта є «Проста історія» Девіда Лінча. За роль 73-річного Елвіна Стрейта він був удостоєний чергової номінації на «Оскар», цього разу за головну чоловічу роль. Також Фарнсворт бул тричі номинований на премію «Золотий глобус». На Голлівудській алеї слави є зірка Фарнсворта.

### Особисте життя
У 1947 році Фарнсворт одружився з Маргарет Гілл (1919—1985), у шлюбі прожив 38 років, мав двох дітей: Даймонда та Міссі. Після смерті дружити він перебрався на власне ранчо площею 60 акрів (240 000 м²) у Лінкольне. На схилі літ Фарнсворт заручився з Джулі ван Валін, молодшою на 35 років стюардесою. У 1999 році у нього діагностували термінальну стадію раку кісток. На фоні хвороби та мук, спричинених нею, Річард Фарнсворт застрелився на своєму ранчо. Похований поруч з дружиною Маргарет на кладовищі Форест-Лон у Лос-Анджелесі.

## Фільмографія
- День на перегонах (1937) (у титрах не вказаний)
- Пригоди Марко Поло (1938) (у титрах не вказаний)
- Ганга Дін (1939) (у титрах не вказаний)
- Звіяні вітром (1939) (у титрах не вказаний)
- Це армія (1943) (у титрах не вказаний)
- Червона річка (1948) (у титрах не вказаний)
- Дикун (1953) (у титрах не вказаний)
- Десять заповідей (1956) (у титрах не вказаний)
- Зірка з бляхи (1957) (у титрах не вказаний)
- Спартак (1960) (у титрах не вказаний)
- The Jolly Genie (1963)
- Duel at Diablo (1966) (у титрах не вказаний)
- Техас за річкою (1966) (вказаний як Дік Фарнсворт)
- Велика долина (1967—1968)
- Слідами місяця (1968) (у титрах не вказаний)
- Monte Walsh (1970) (Дік Фарнсворт)
- Ковбої (1972) (Дік Фарнсворт)
- Рейд Ульзани (1972)
- Життя та часи судді Роя Біна (1972) (Дік Фарнсворт)
- Метелик (1973) (у титрах не вказаний)
- Блискучі сідла (1974) (у титрах не вказаний)
- Герцогиня та Брудний лис (1976) (Дік Фарнсворт)
- Джосі Вейлз — людина поза законом (1976) (у титрах не вказаний)
- Наближається вершник (1978)
- Том Горн (1980)
- Воскресіння (1980)
- Легенда про одинокого рейнджера (1981)
- Переполох (1981)
- Нападник (1982)
- День незалежності (1983)
- Природний дар (1984)
- Гірський кришталь (1984)
- Sylvester (1985)
- Вночі (1985)
- Енн з Зелених дахів (1985) (ТБ)
- Два Джейка (1990)
- Мізері (1990)
- Гавана (1990)
- Привіт з дороги в пекло (1991), Sam
- The Boys of Twilight (1992) (ТБ)
- Втеча (1994)
- Лессі (1994)
- Проста історія (1999)